# It's Better If You Don't Understand
Albums de Bruno Mars
Doo-Wops and Hooligans
(2010)
Singles
It's Better If You Don't Understand EP est un extended play (EP) du chanteur-auteur-compositeur américain et producteur musical Bruno Mars, qui fait aussi partie de l'équipe de production The Smeezingtons. Il est sorti le 11 mai 2010. La version numérique de l'album a été enregistrée à Hawaii et à Los Angeles, Californie[réf. nécessaire]. Le titre de l'EP provient de la dernière ligne de la chanson The Other Side.

## Liste des pistes
| No | Titre                                           | Auteur | Producteur(s)    | Durée |
| -- | ----------------------------------------------- | --- | ---------------- | ----- |
| 1. | Somewhere in Brooklyn                           | Bruno Mars, Philip Lawrence, Ari Levine,                                                                                               | The Smeezingtons | 3:01  |
| 2. | The Other Side (featuring Cee Lo Green & B.o.B) | Mars, Lawrence, Levine, Brown, Mike Caren, Patrick Stump, Kaveh Rastegar, John Wicks, Jeremy Ruzumna, Joshua Lopez, Bobby Simmons, Jr. | The Smeezingtons | 3:48  |
| 3. | Count on Me                                     | Mars, Lawrence, Levine | The Smeezingtons | 3:16  |
| 4. | Talking to the Moon                             | Mars, Lawrence, Levine, Albert Winkler, Jeff Bhasker                                                                                   | The Smeezingtons | 3:27  |

## Historique des sorties
| Pays        | Date         | Label(s)                          | Format                   |
| ----------- | ------------ | --------------------------------- | ------------------------ |
| États-Unis  | 11 mai 2010  | Atlantic Records, Elektra Records | Téléchargement numérique |
| France      | 11 août 2010 | Warner                            | Téléchargement numérique |
| Royaume-Uni | 11 août 2010 | Warner                            | Téléchargement numérique |